# Narzędzia stolarskie
Narzędzia stolarskie – zestaw narzędzi do wykonywania prac w drewnie, w zawodach takich jak stolarstwo, meblarstwo, ciesielstwo.
Narzędzia te dzieli się według różnych kategorii, np.: narzędzia ręczne i elektronarzędzia.

## Narzędzia ręczne

### Narzędzia do trasowania
- rysik, ołówek, znacznik, 
węgielnica, węgielnica nastawna (śmiga)

### Narzędzia do przerzynania
- piły:
  - ramowa
  - rozpłatnica
  - grzbietnica
  - narznica
  - otwornica

### Narzędzia do wyrównywania powierzchni
- strugi:
  - zdzierak
  - równiak
  - gładzik
  - spust
  - kątnik
- tarniki i pilniki
- cykliny
- kostki szlifierskie, papiery ścierne

### Narzędzia do wykonywania otworów
- świdry, bory, wiertła

### Narzędzia do dłutowania
- dłuta:
  - proste
  - dłuta profilowe
  - dłuta do osadzania zawiasów

### Narzędzia pomocnicze
- siekiery i topory
- młotki i pobijaki
- obcęgi i kombinerki
- ściski stolarskie
- szpachelki
- wkrętaki
- pędzle i wałki do lakierowania

### Przegląd narzędzi ręcznych

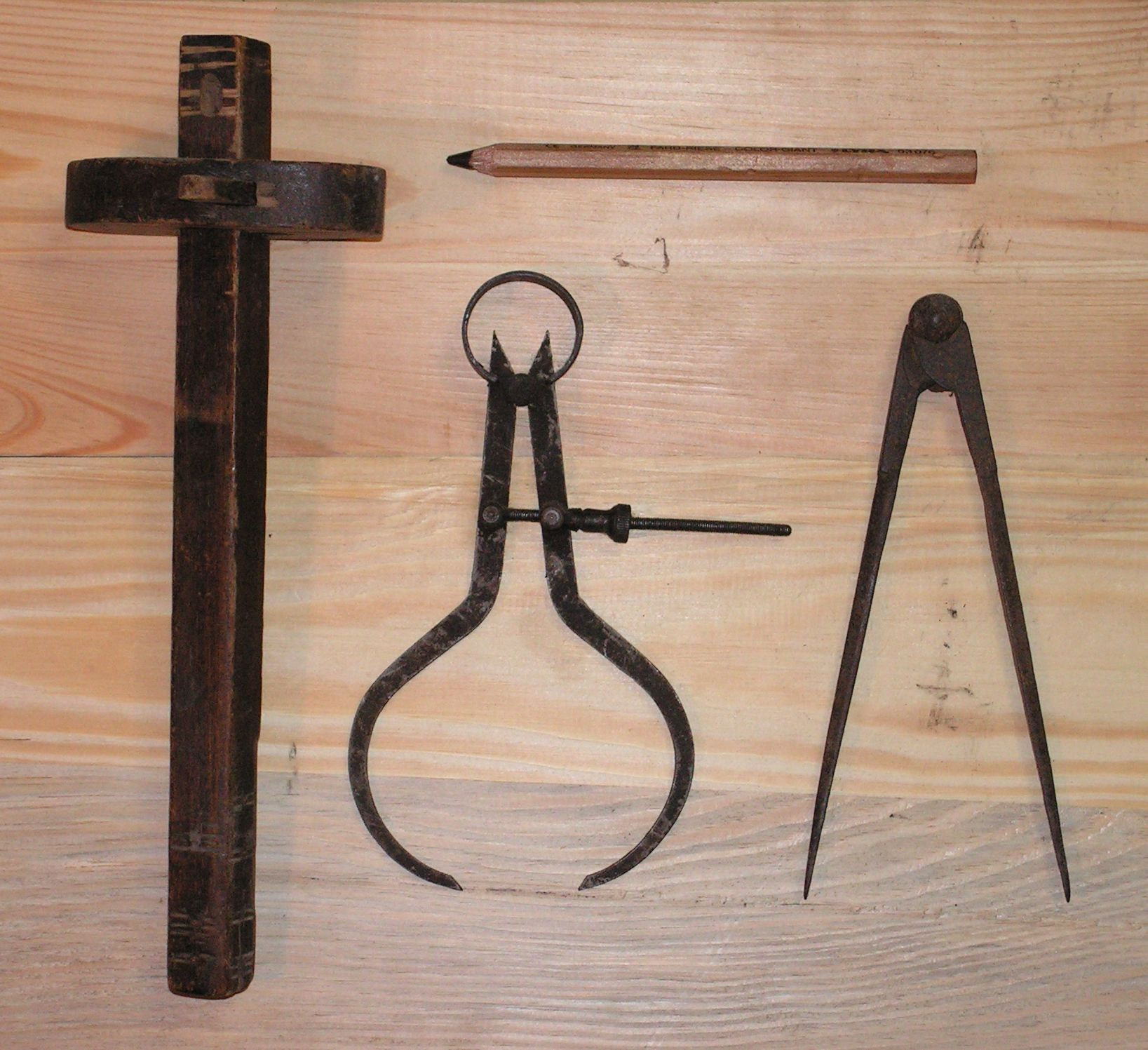
Narzędzia do trasowania
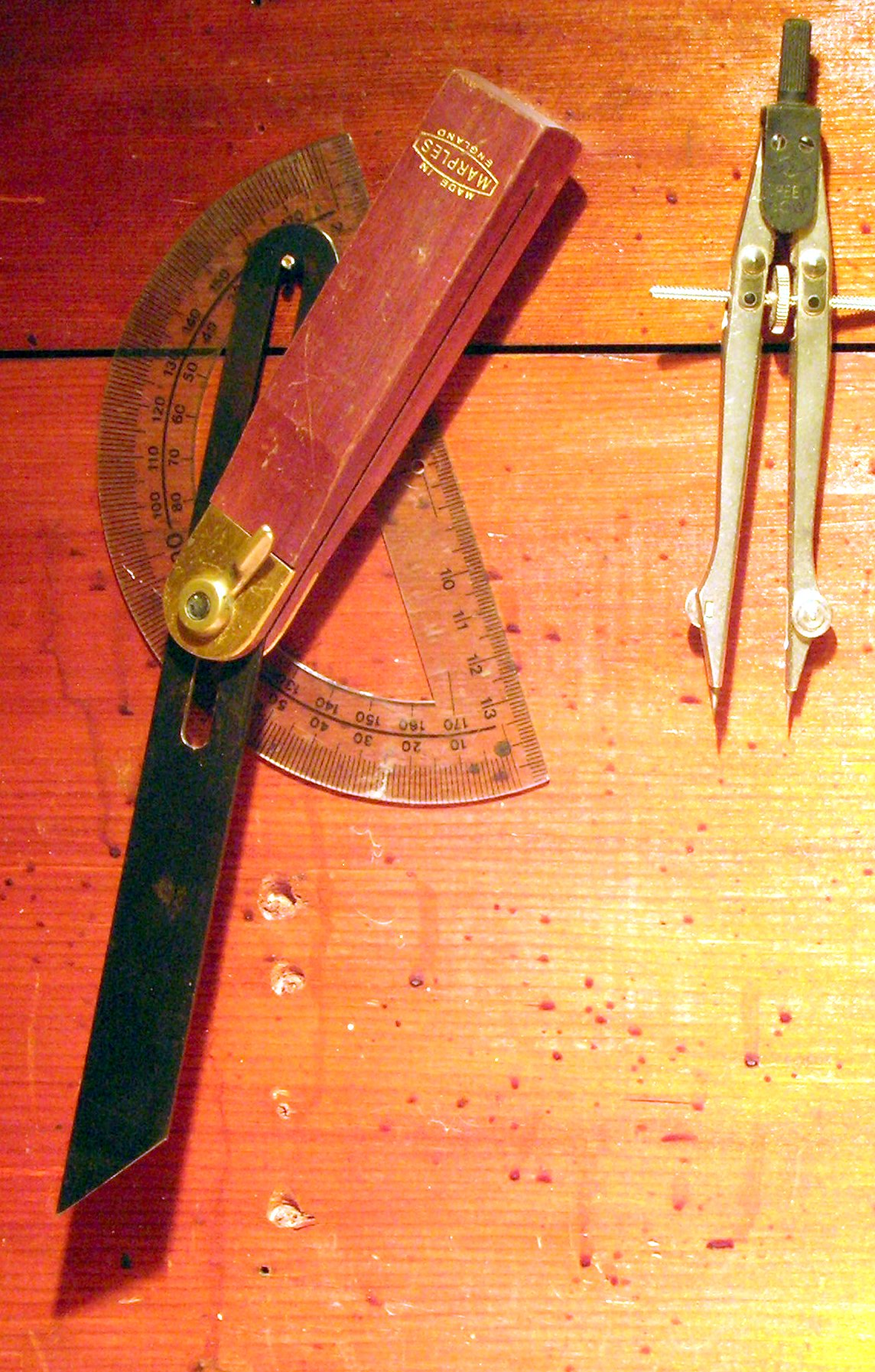
Narzędzia do wyznaczania kątów i łuków
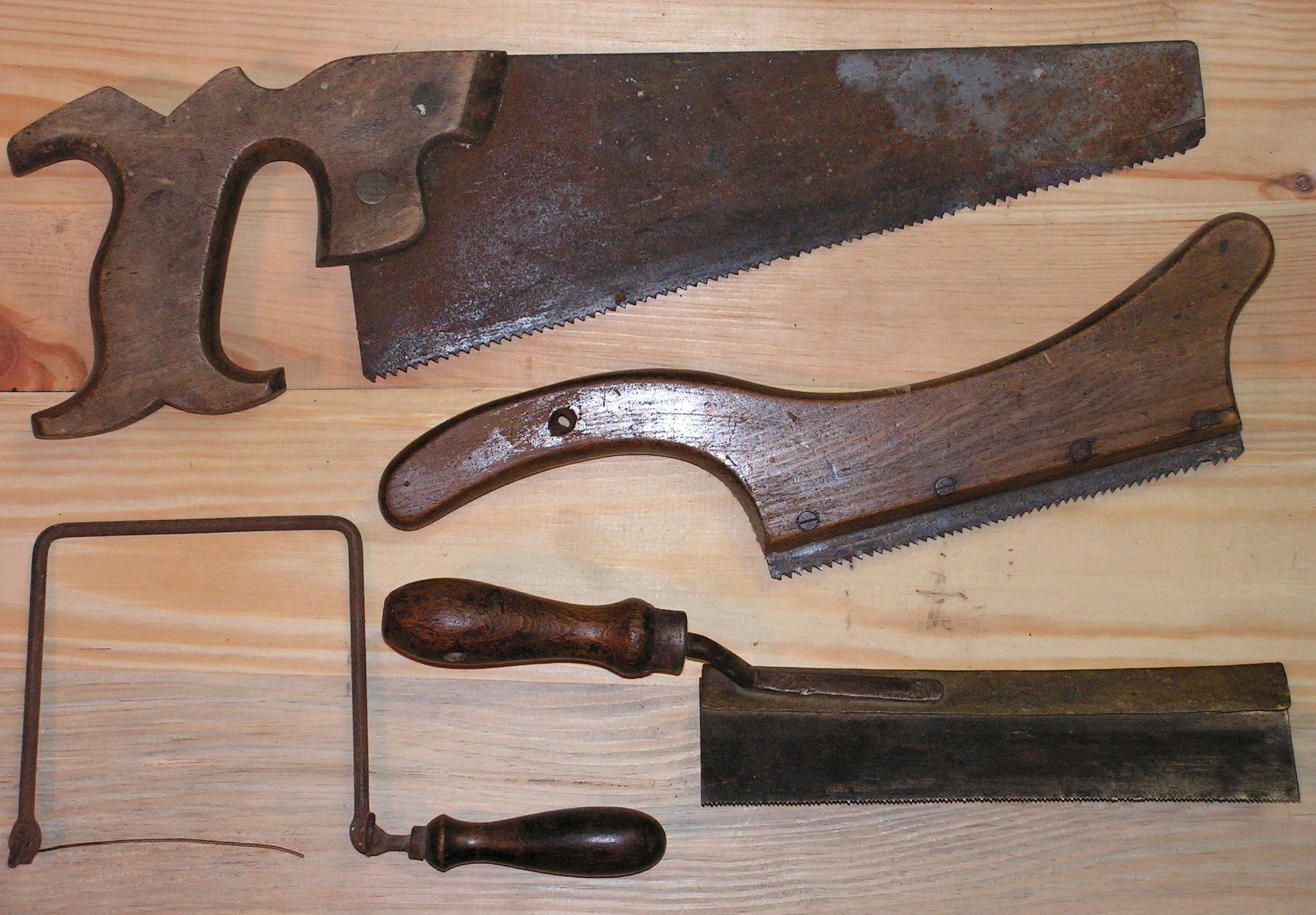
Narzędzia do przerzynania
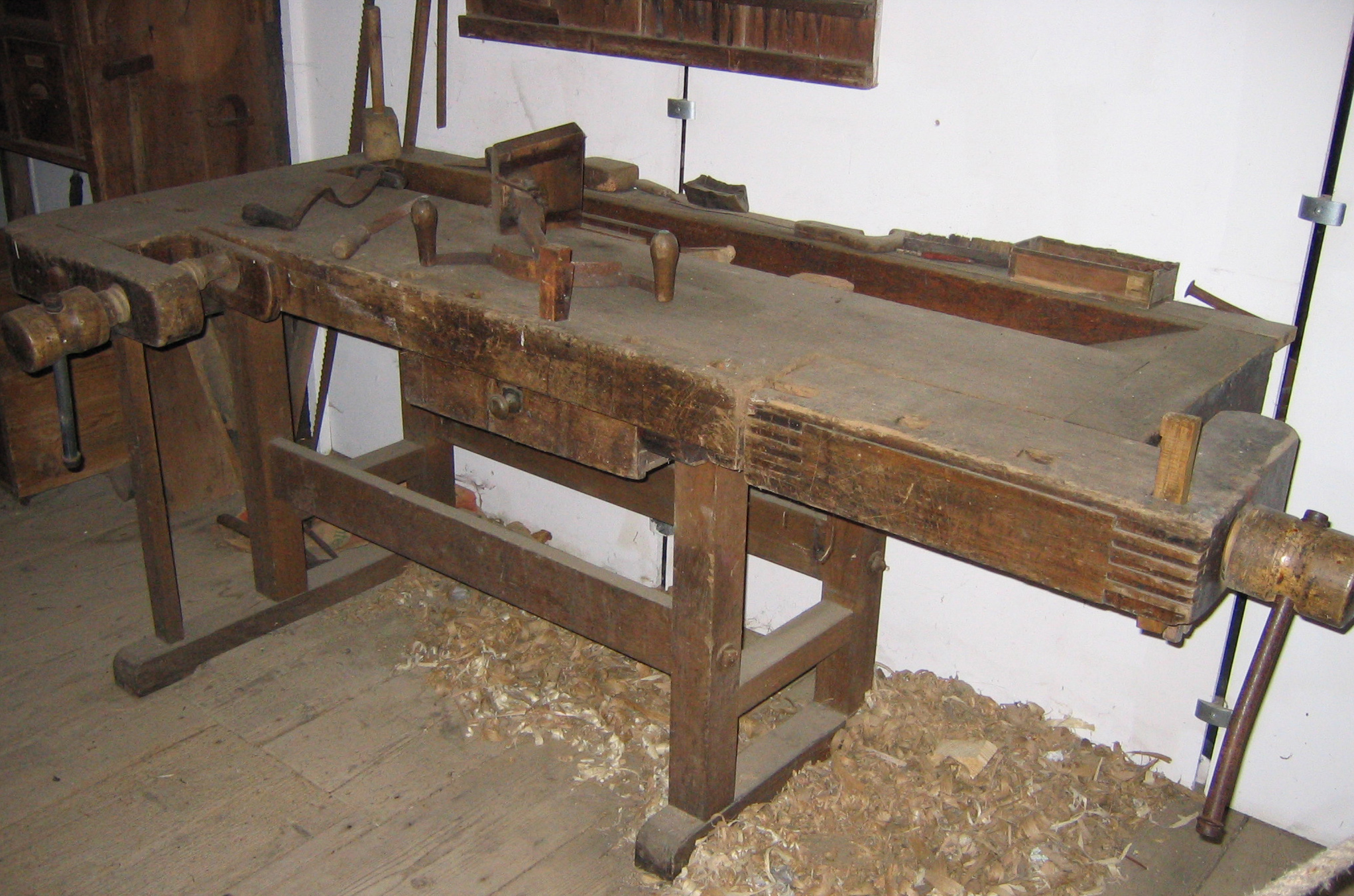
Warsztat stolarski – strugnica
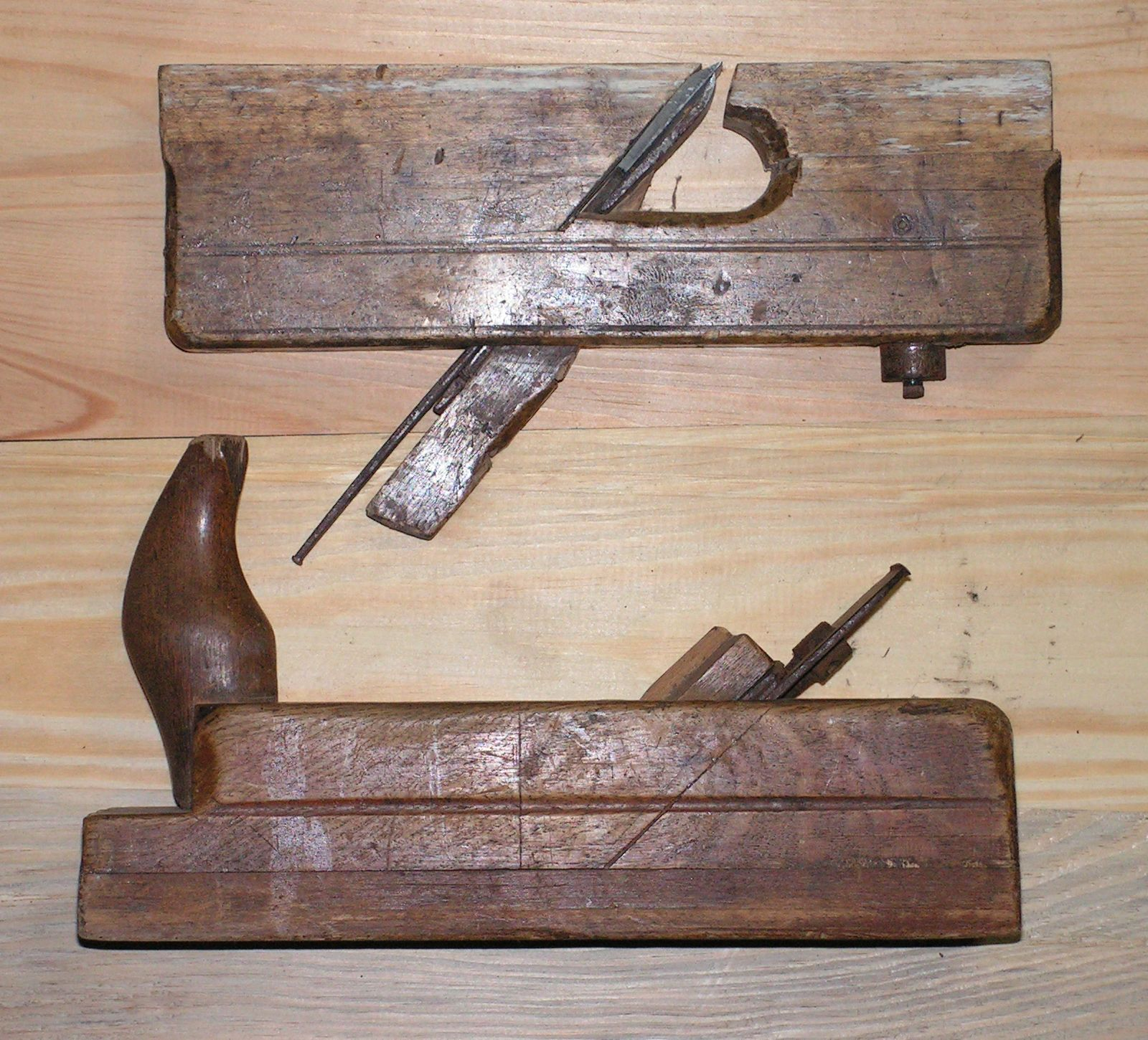
Strugi
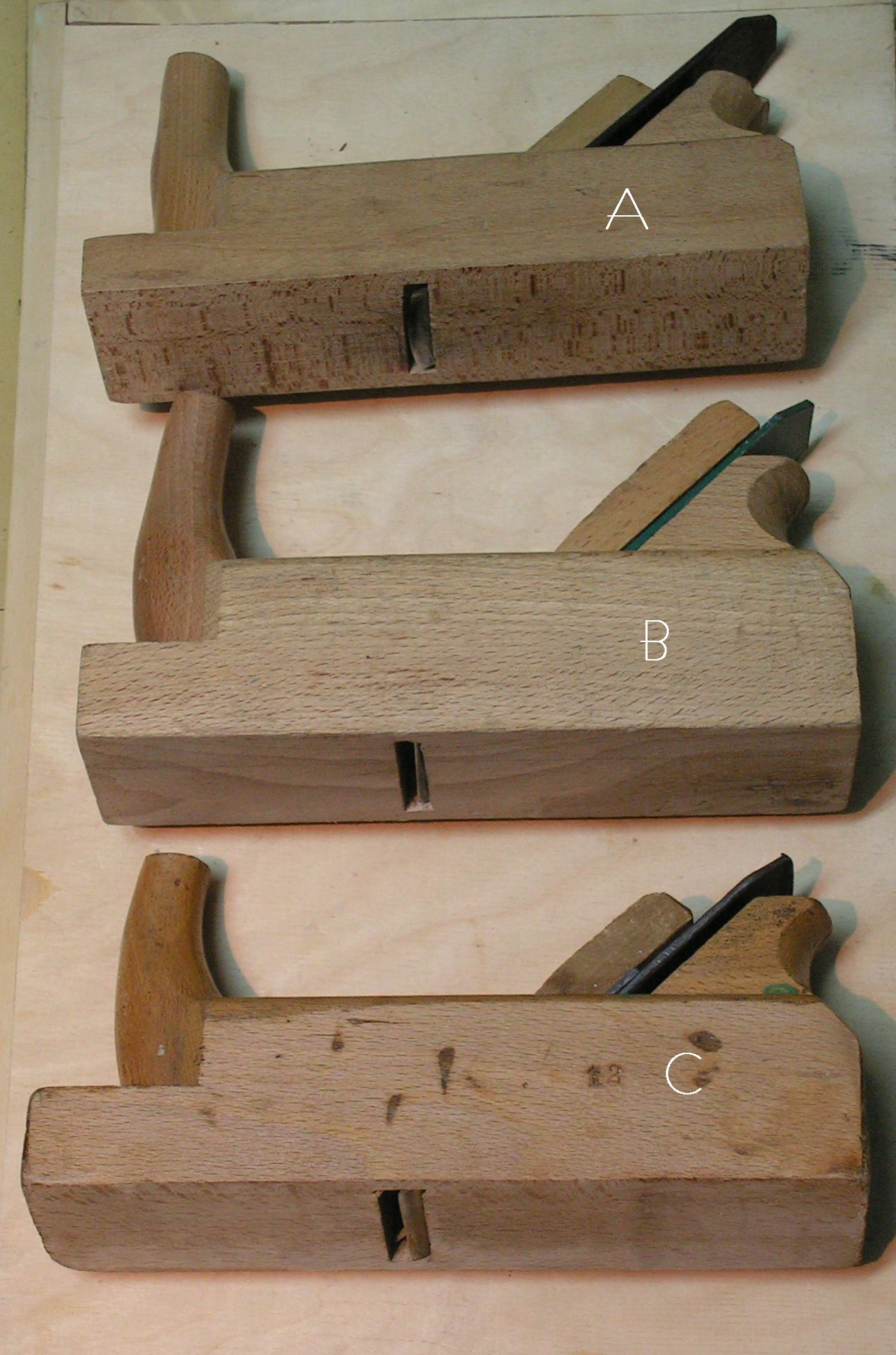
Podstawowe rodz. strugów
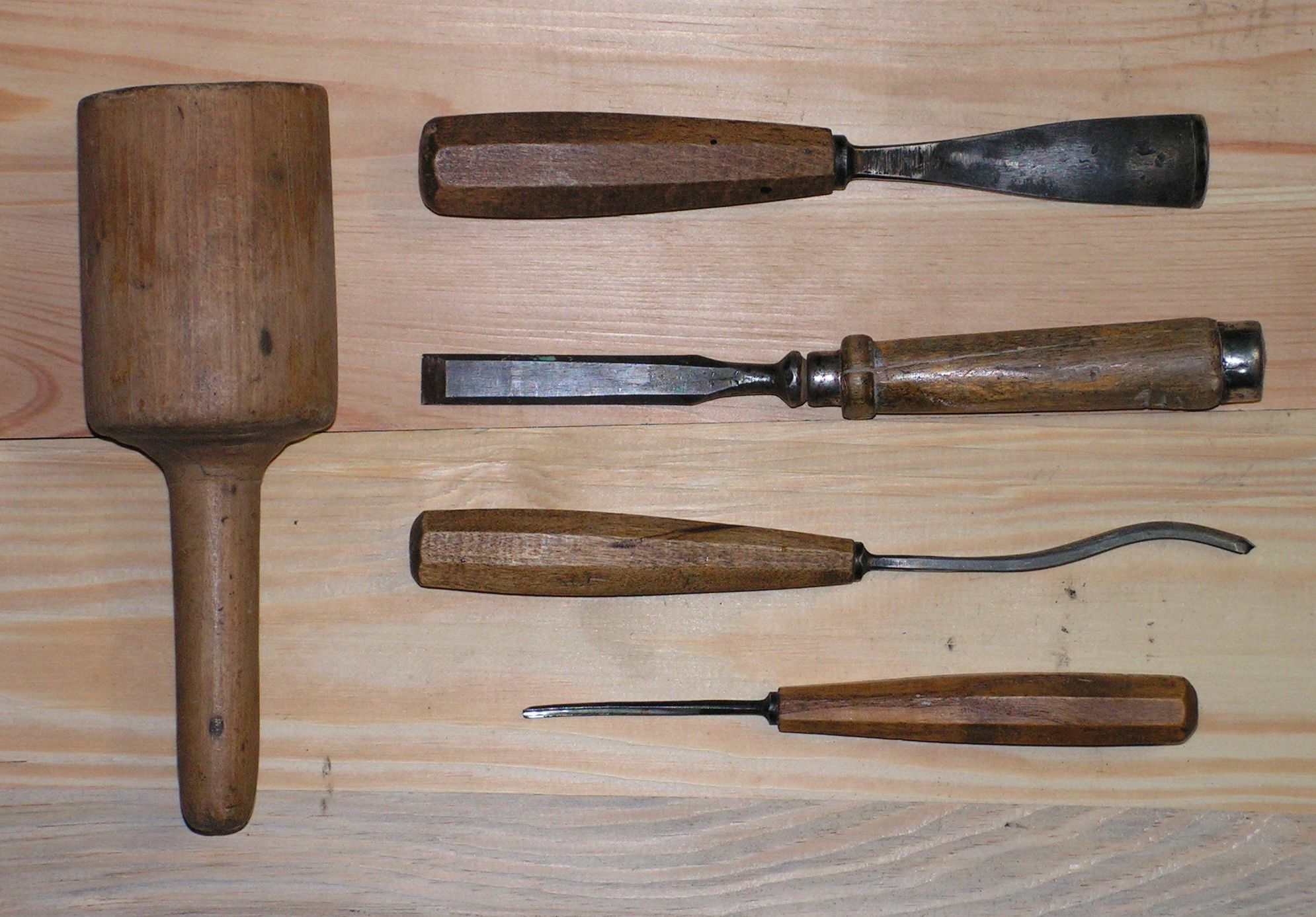
Narzędzia do dłutowania
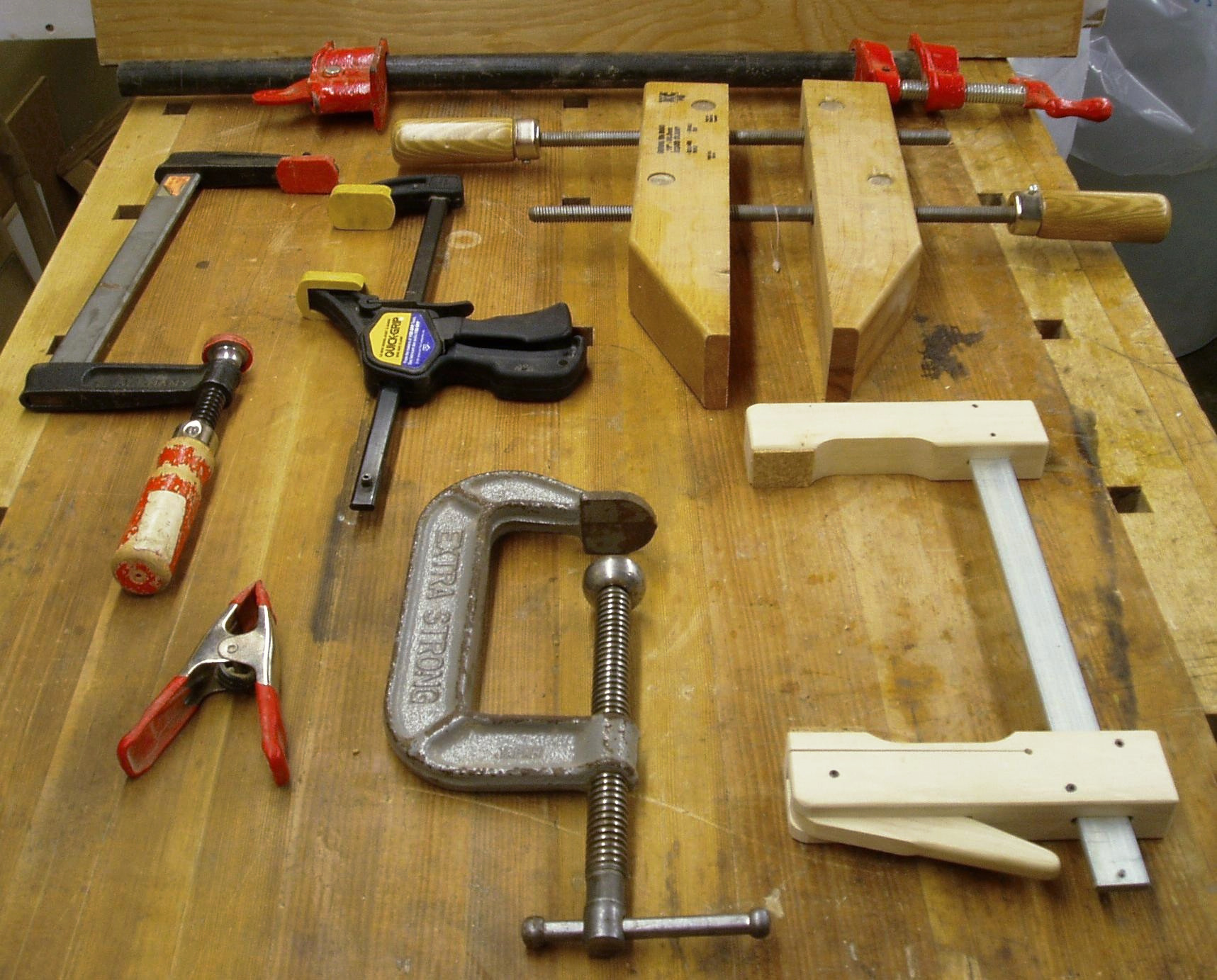
ściski stolarskie
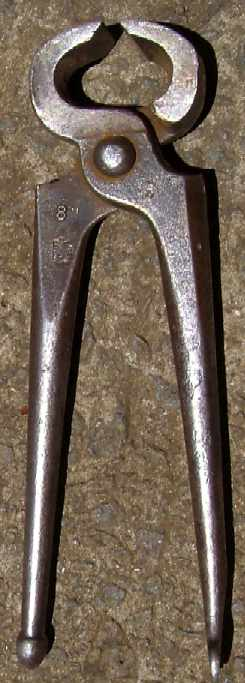
obcęgi
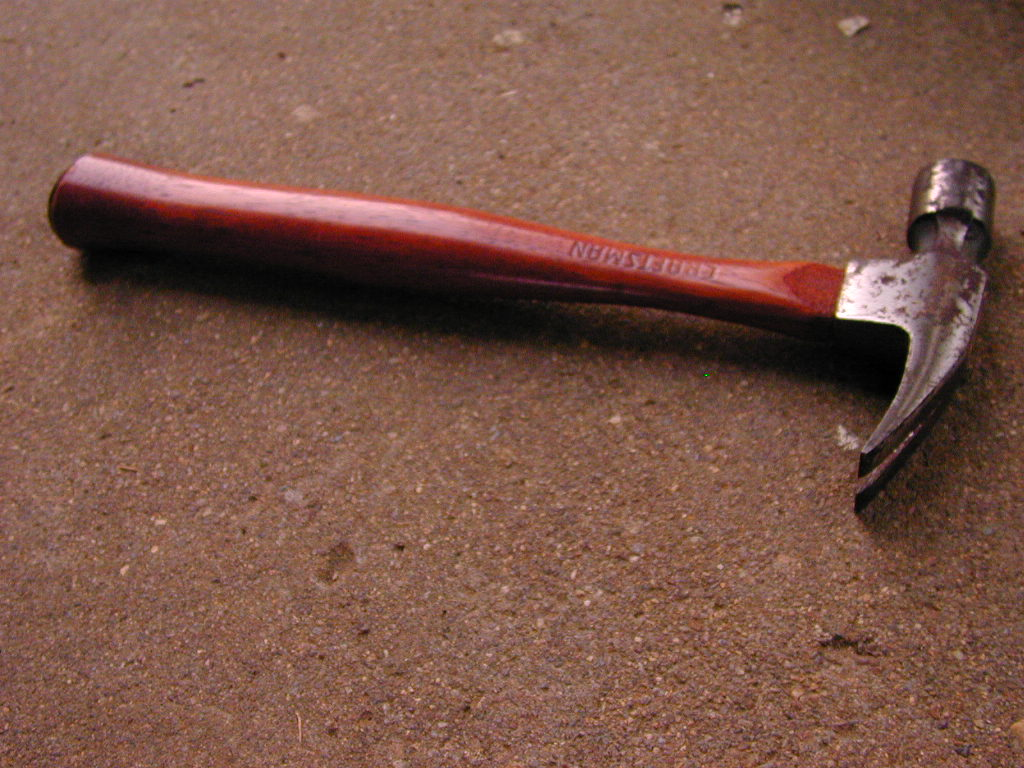
młotek
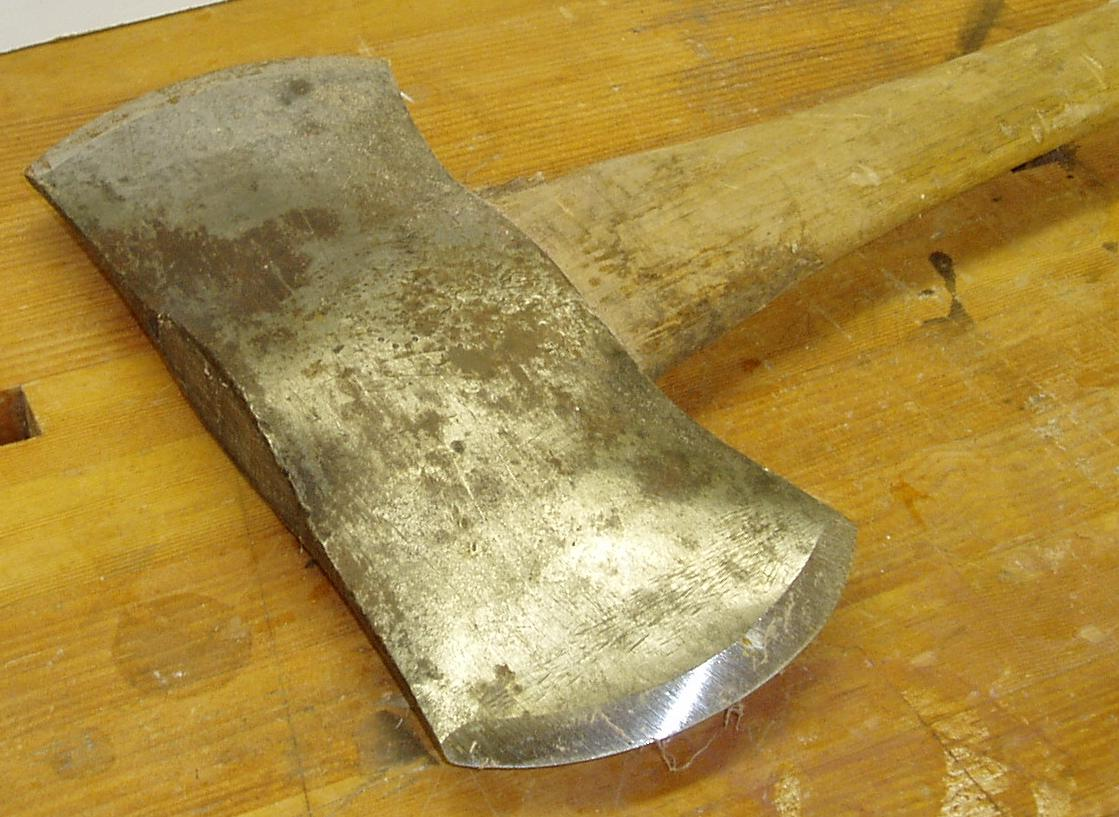
siekiera dwustronna
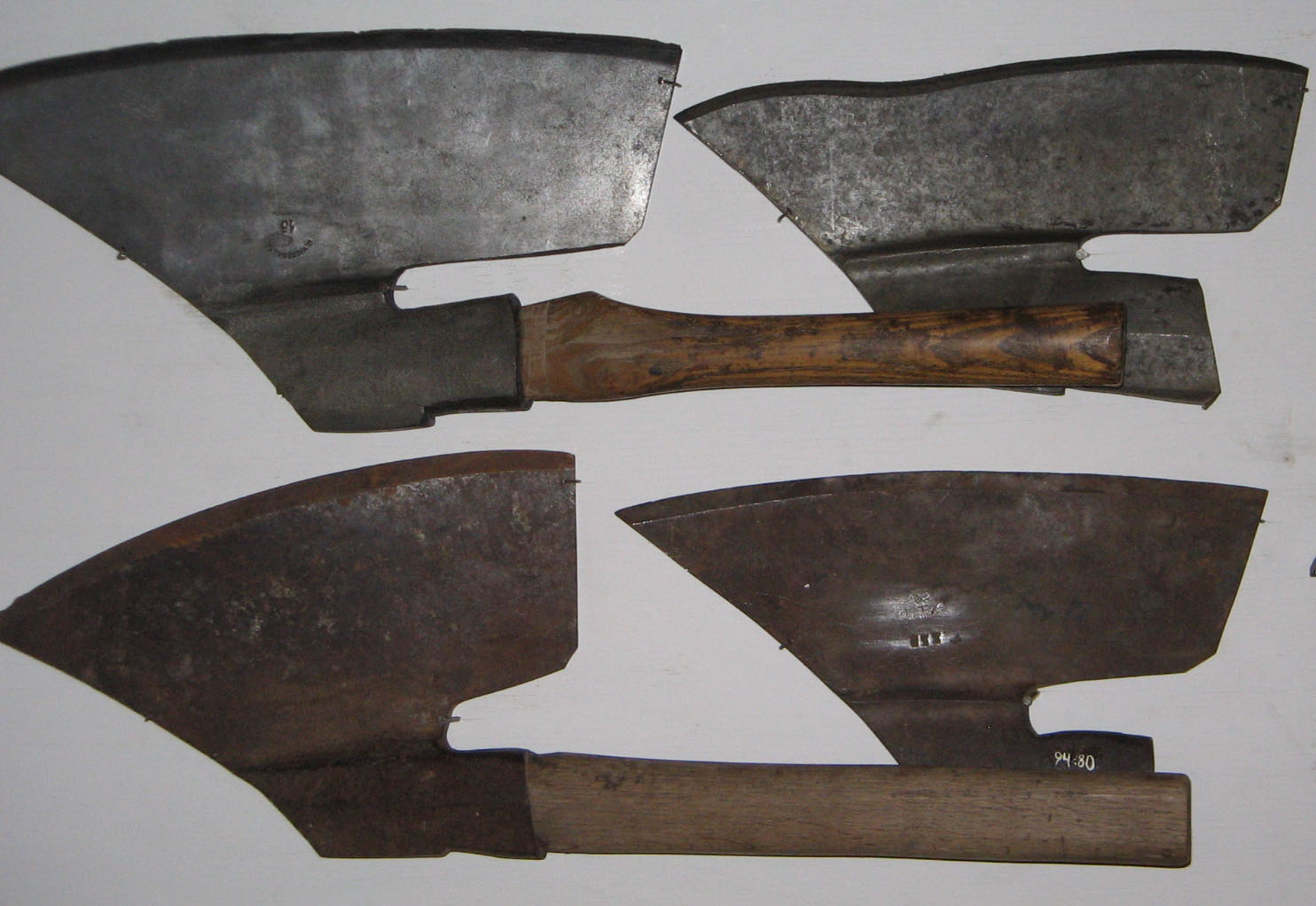
topory ciesielskie
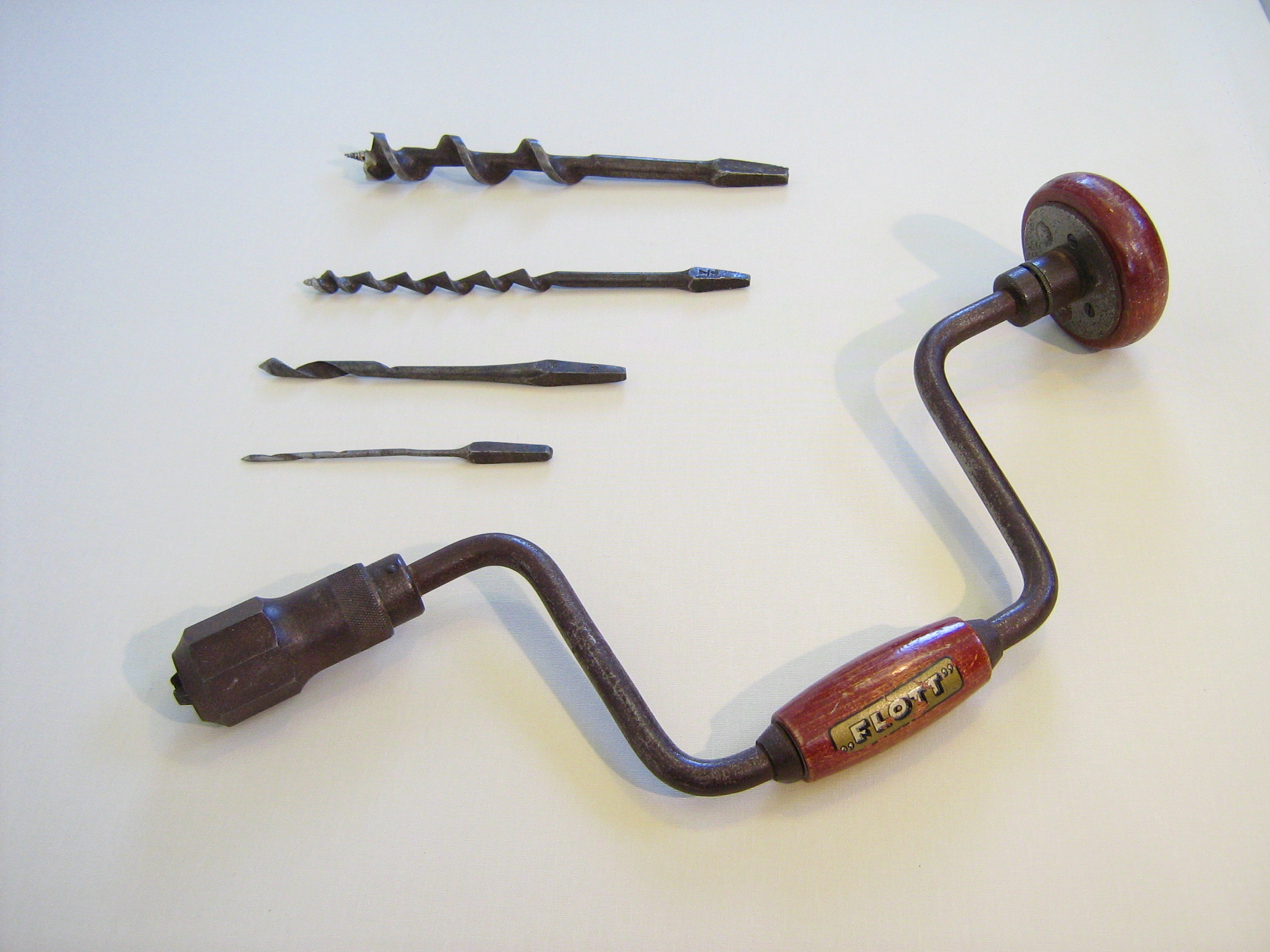
korba i świdry
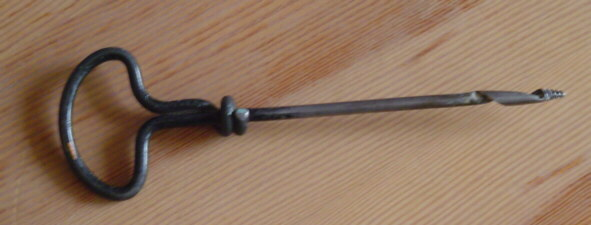
świderek
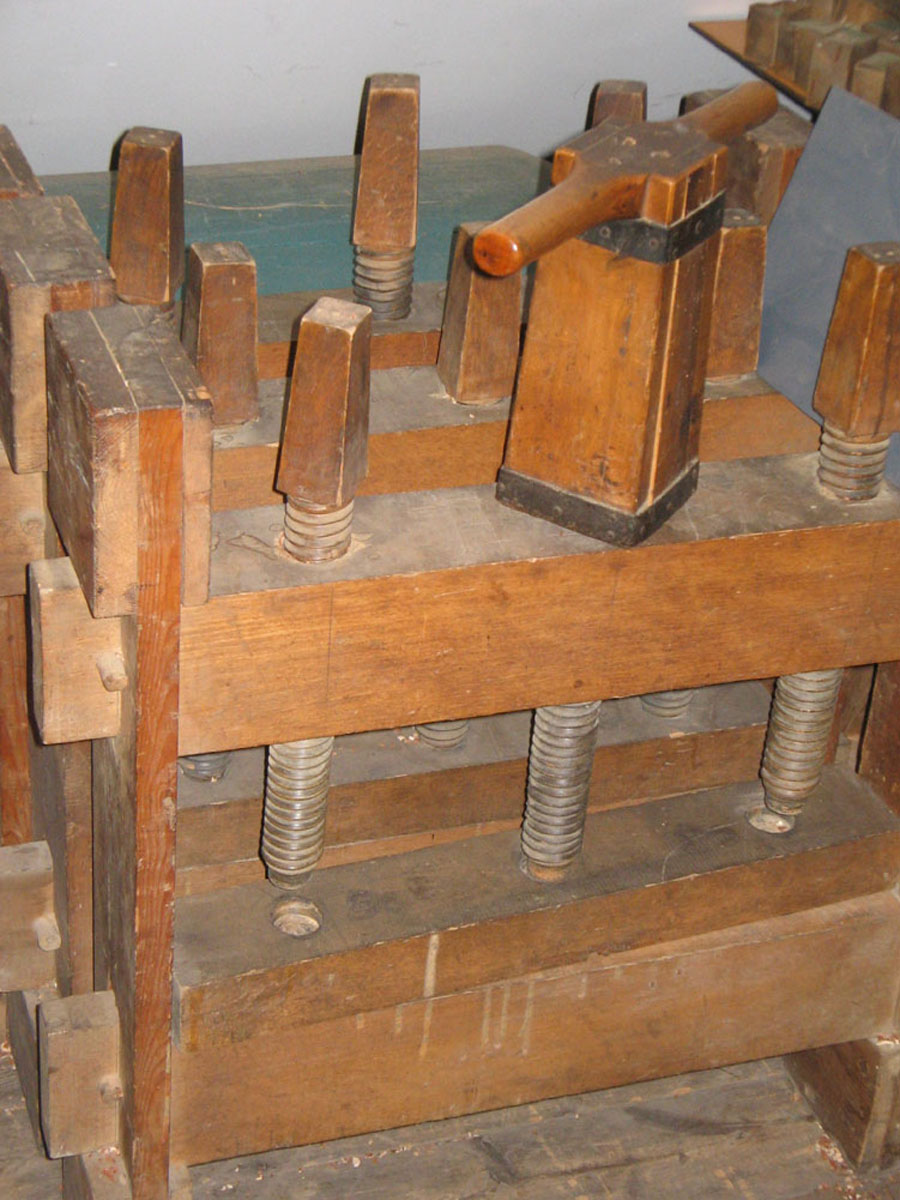
prasa śrubowa
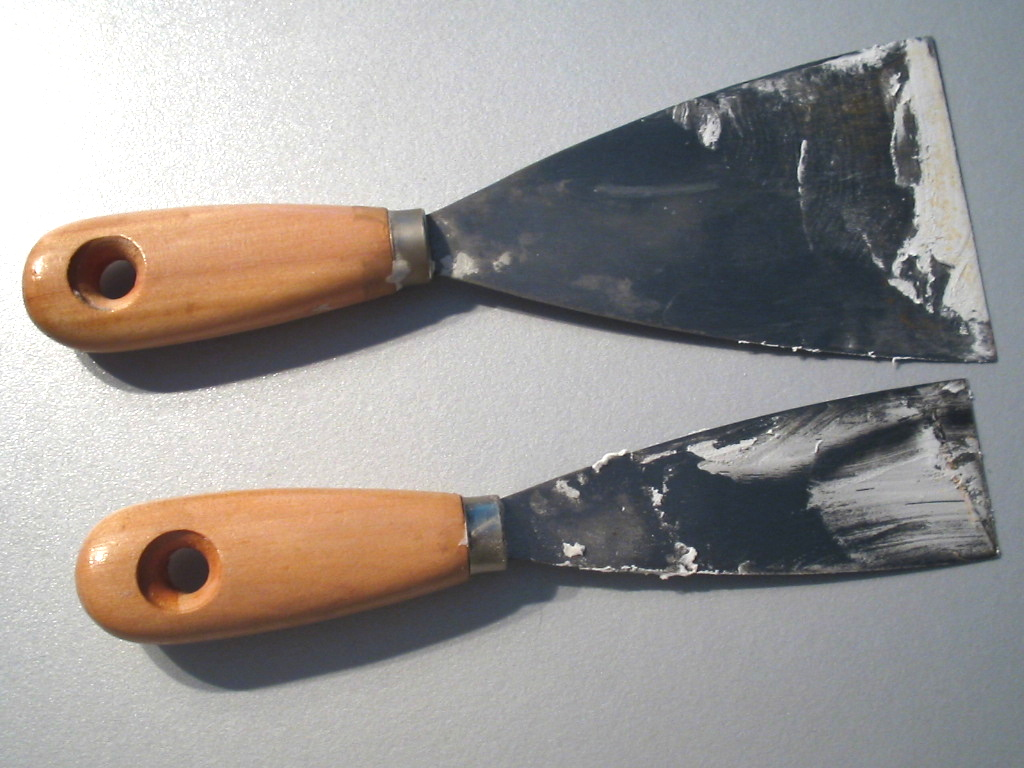
szpachelki
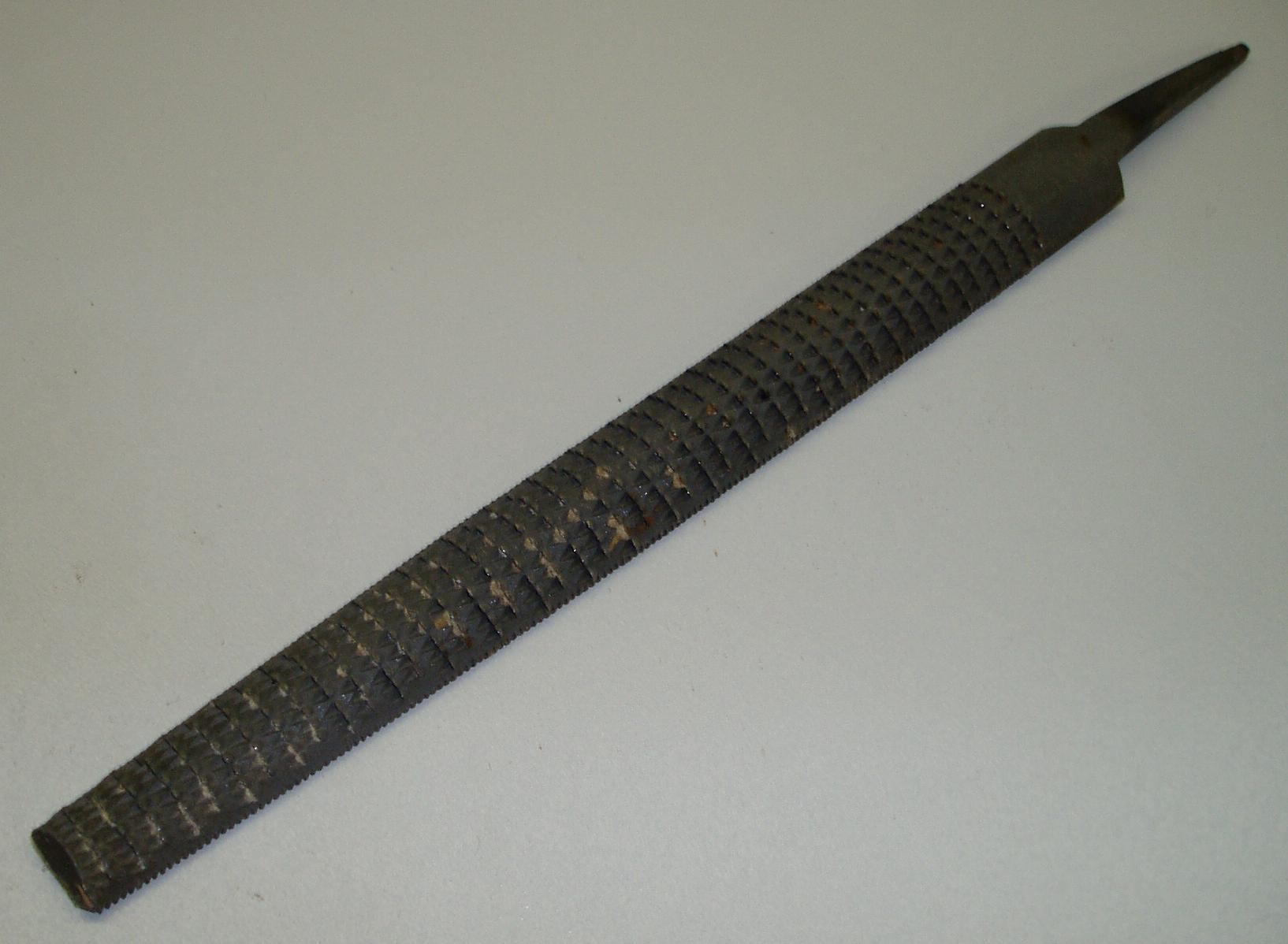
tarnik
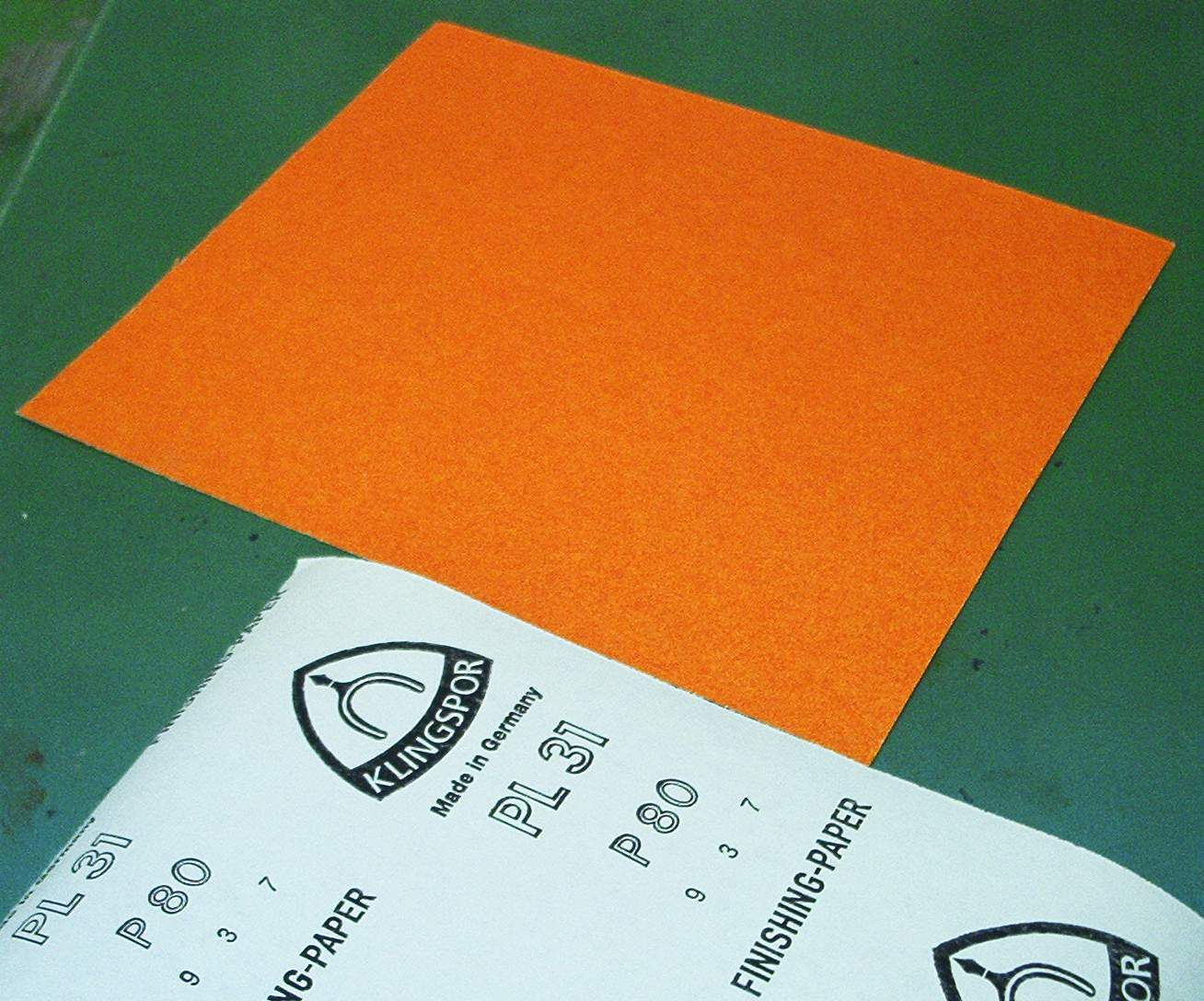
papier ścierny

## Elektronarzędzia

### Narzędzia do przerzynania
- pilarka elektryczna
- wyrzynarka

### Narzędzia do wyrównywania powierzchni
- strug elektryczny
- szlifierka taśmowa, oscylacyjna (wibracyjna), obrotowa
- cykliniarka

### Narzędzia do wykonywania otworów
- wiertarka
- frezarka ręczna (rauder)

### Narzędzia pomocnicze
- zszywacz stolarski, gwoździarka
- wkrętarka
- pistolet lakierniczy

### Przegląd elektronarzędzi

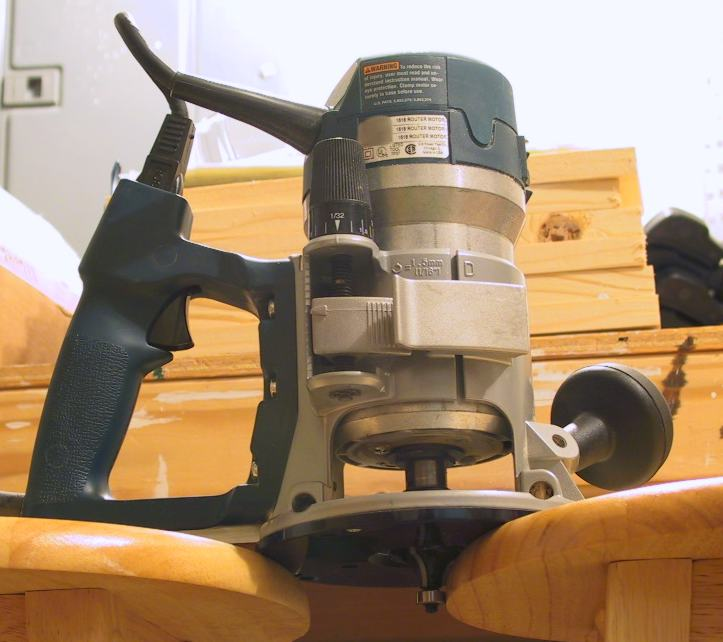
frezarka ręczna
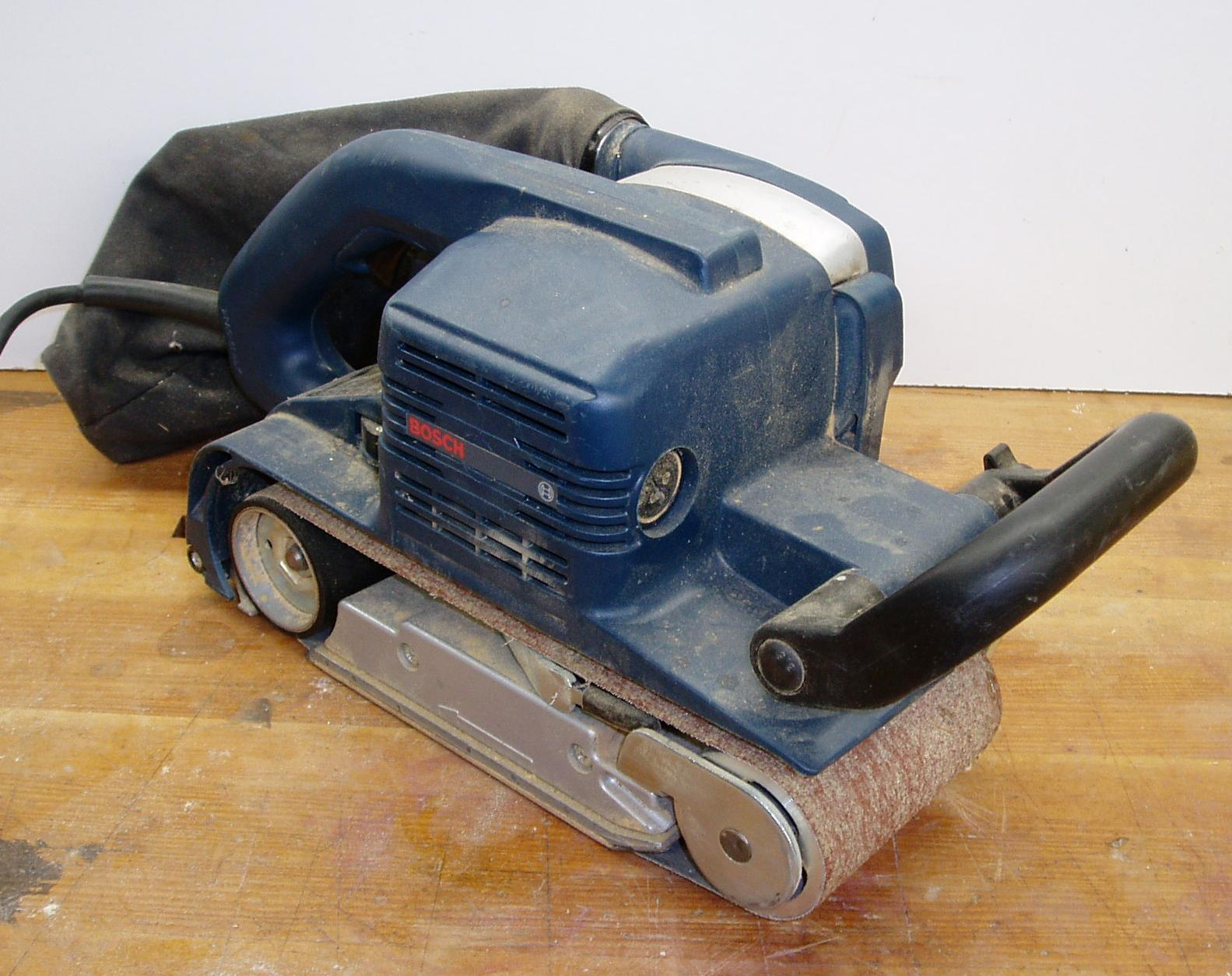
szlifierka taśmowa ręczna
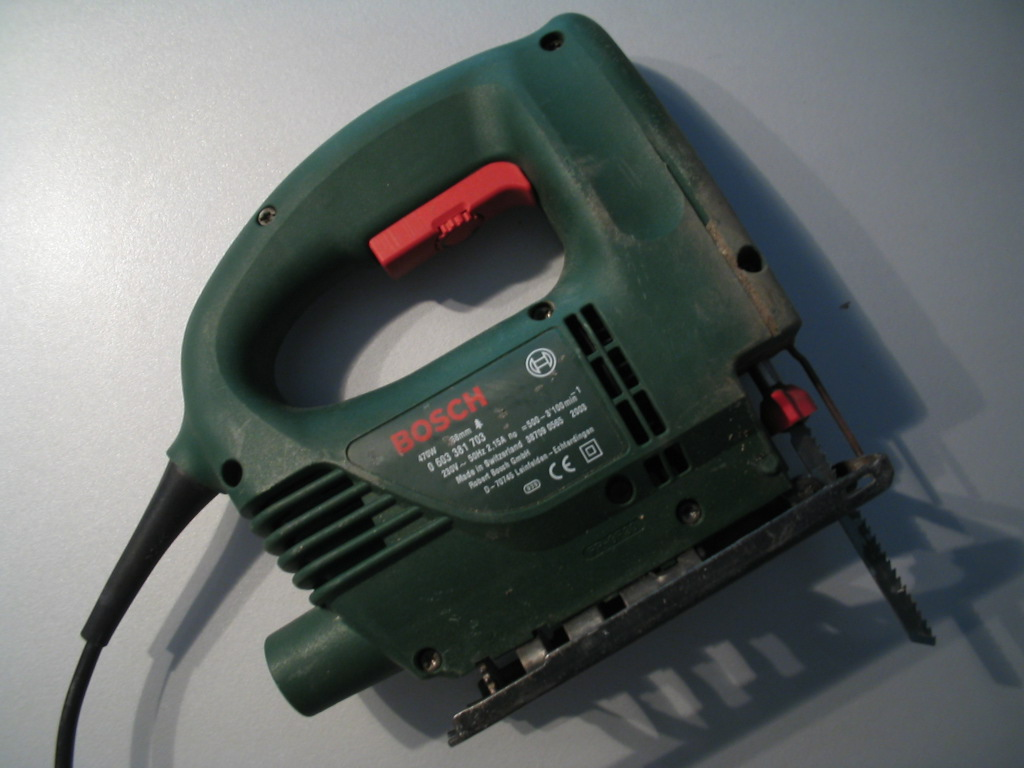
wyrzynarka
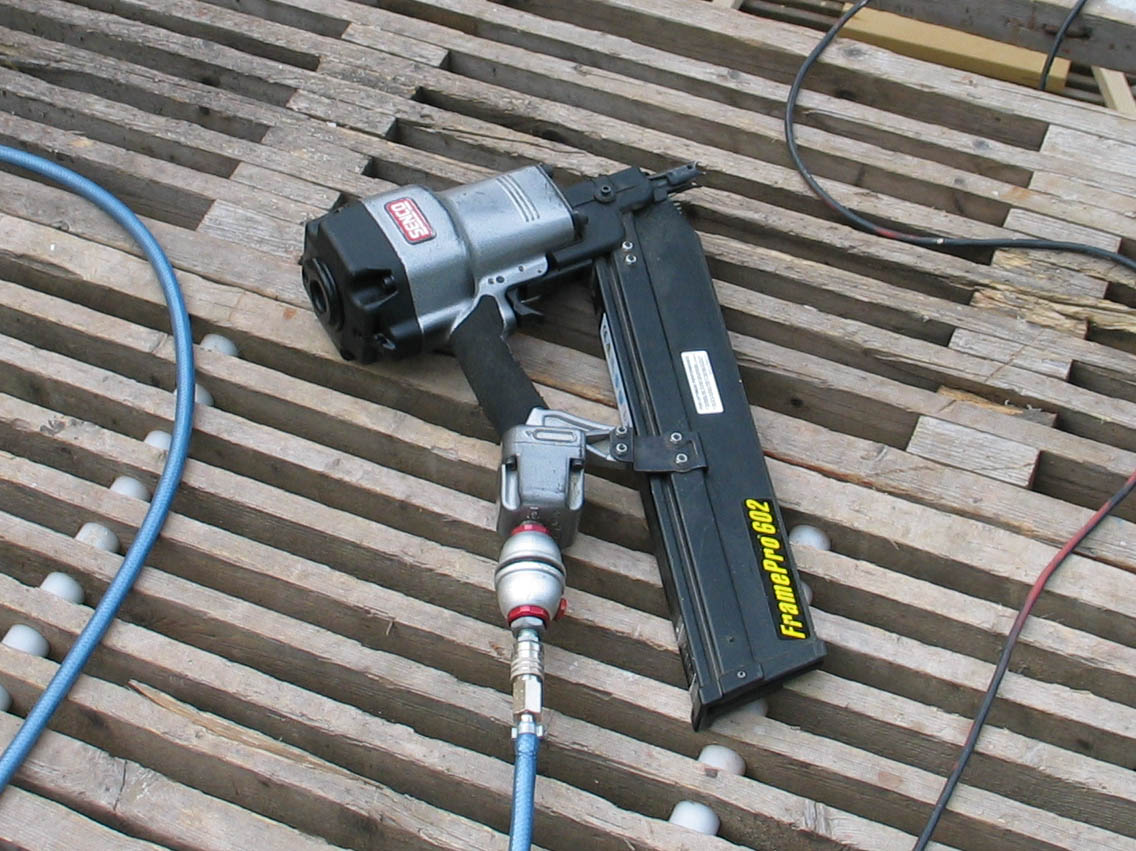
pistolet do gwoździ
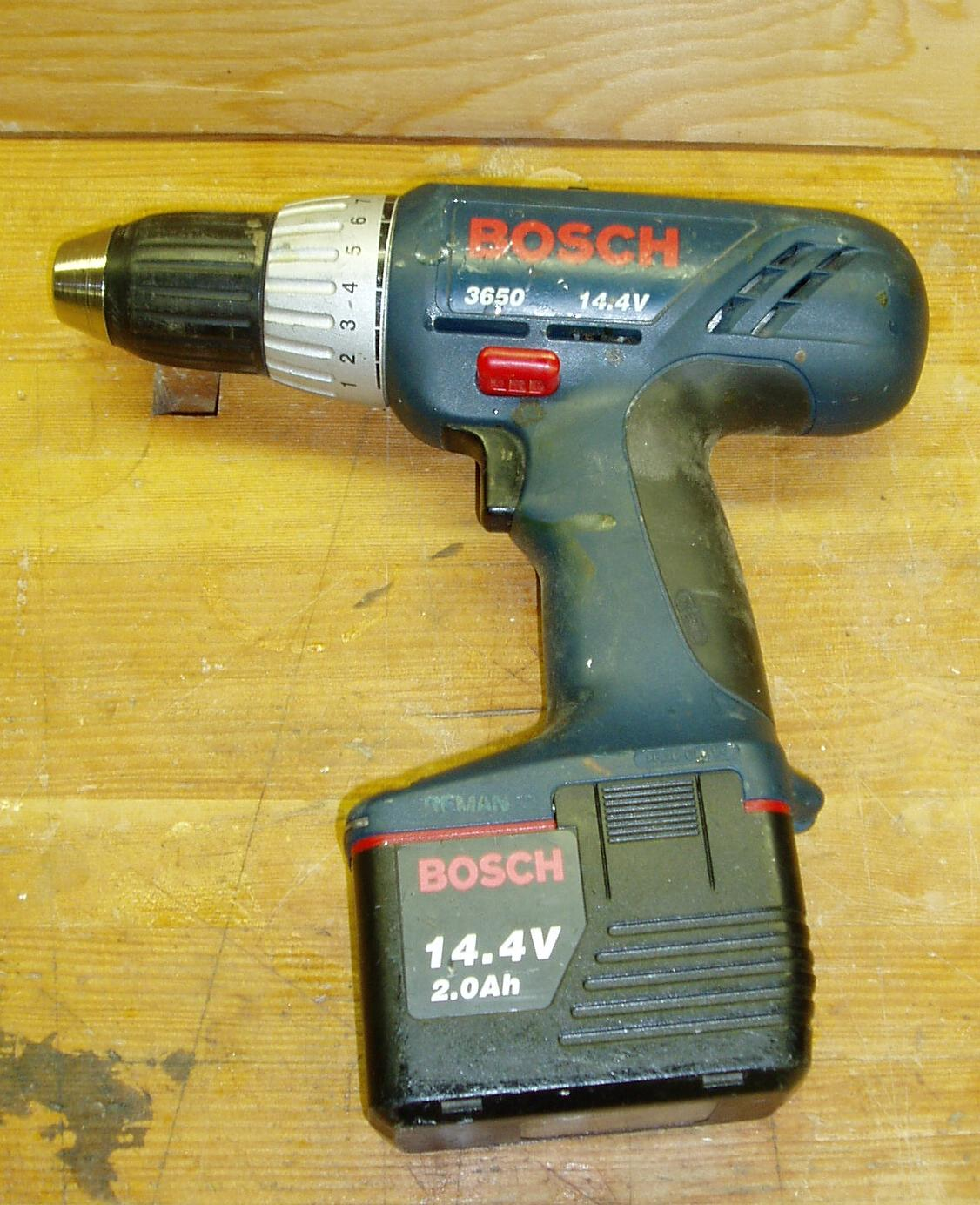
wiertarko-wkrętarka bezprzewodowa
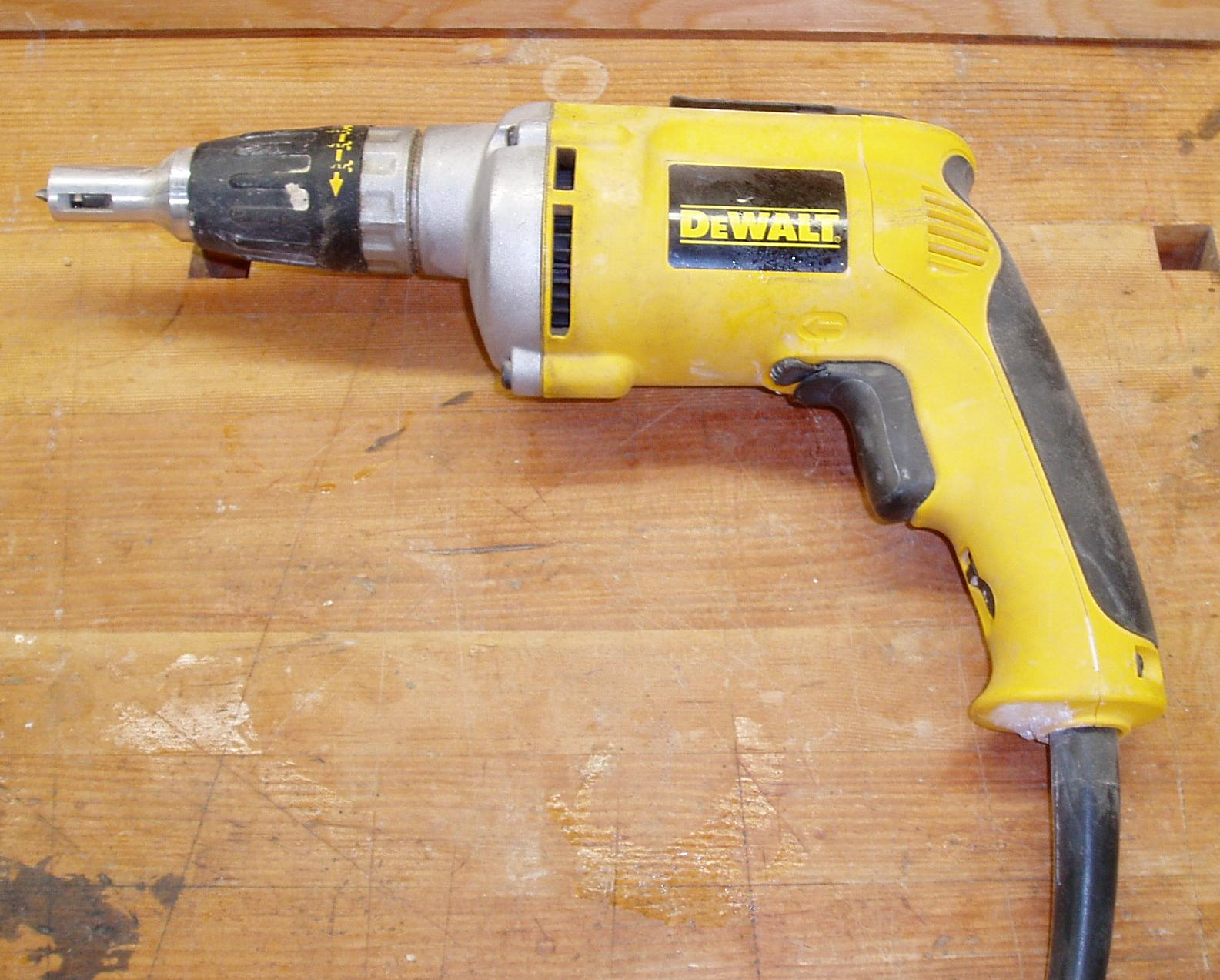
wkrętarka
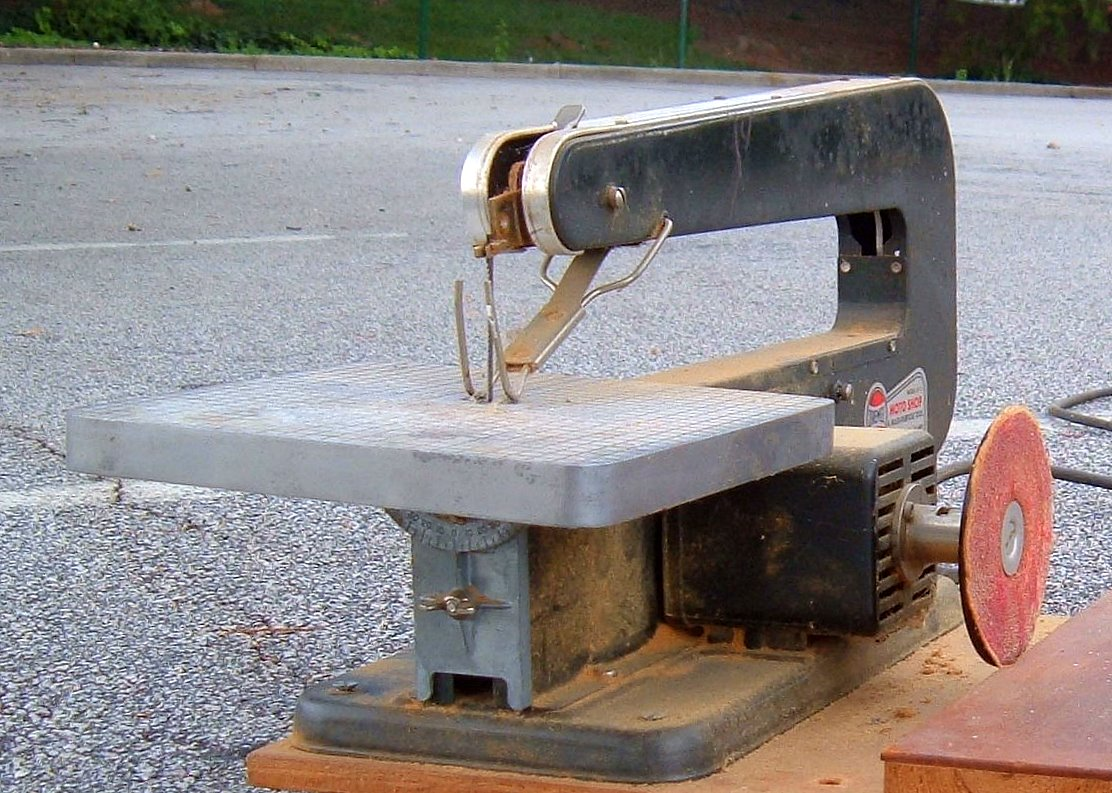
piła włosowa